# Episodi di South Park (diciannovesima stagione)
La diciannovesima stagione della serie televisiva South Park, composta da 10 episodi, è stata trasmessa negli Stati Uniti su Comedy Central dal 16 settembre al 9 dicembre 2015.
L'edizione italiana è stata trasmessa dal 25 settembre al 18 dicembre 2015 su Comedy Central.
Tutti gli episodi sono stati scritti e diretti da Trey Parker
| nº | Titolo originale           | Titolo italiano                       | Prima TV USA      | Prima TV Italia   |
| -- | -------------------------- | ------------------------------------- | ----------------- | ----------------- |
| 1  | Stunning and Brave         | Incredibile e coraggiosa              | 16 settembre 2015 | 25 settembre 2015 |
| 2  | Where My Country Gone?     | Che ne sarà di noi?                   | 23 settembre 2015 | 2 ottobre 2015    |
| 3  | The City Part of Town      | South Park non è una città per poveri | 30 settembre 2015 | 9 ottobre 2015    |
| 4  | You're Not Yelping         | Critici da strapazzo                  | 14 ottobre 2015   | 23 ottobre 2015   |
| 5  | Safe Space                 | Spazio sicuro                         | 21 ottobre 2015   | 30 ottobre 2015   |
| 6  | Tweek x Craig              | Tweek e Craig                         | 28 ottobre 2015   | 6 novembre 2015   |
| 7  | Naughty Ninjas             | I terribili ninja                     | 11 novembre 2015  | 20 novembre 2015  |
| 8  | Sponsored Content          | Contenuto sponsorizzato               | 18 novembre 2015  | 27 novembre 2015  |
| 9  | Truth and Advertising      | Verità e pubblicità                   | 2 dicembre 2015   | 11 dicembre 2015  |
| 10 | PC Principal Final Justice | Preside PC Giustizia Finale           | 9 dicembre 2015   | 18 dicembre 2015  |

## Incredibile e coraggiosa
- Titolo originale: Stunning and Brave

### Trama
C'è un nuovo preside alla scuola elementare di South Park (Preside P.C., ovvero "Politicamente Corretto"), che instaura un regno di terrore, assalendo brutalmente Cartman e pressando Kyle affinché cambi la sua opinione su Caitlyn Jenner, che tutti - tranne il ragazzo - considerano "incredibile e coraggiosa". Cartman prova a salvare l'amico dalle ulteriori rappresaglie del preside, mentre quest'ultimo recluta Randy Marsh nella sua cricca dedita alla giustizia sociale resa attraverso l'uso di una nomenclatura politicamente corretta.
- Guest star: Bill Hader (fattore nº 2)

## Che ne sarà di noi?
- Titolo originale: Where My Country Gone?

### Trama
Il Signor Garrison lascia il suo lavoro d'insegnante a causa della rabbia nei confronti del flusso di immigrati canadesi irregolari che si è riversato a South Park, dopo che in Canada è stato eletto come nuovo Primo Ministro un uomo d'affari che assomiglia a Donald Trump. Mentre Butters inizia a frequentare una giovane immigrata canadese per provare a creare un ponte tra abitanti della città e stranieri, il Signor Garrison intraprende azioni drastiche per eliminare il Primo ministro canadese (che ha fatto erigere un muro al confine con gli Usa per tenere fuori gli statunitensi) e lancia la sua carriera politica, puntando alla ribalta nazionale.

## South Park non è una città per poveri
- Titolo originale: The City Part of Town

### Trama
I risultati della recente campagna per la presidenza degli Usa lanciata dal Signor Garrison vengono ripresi al The Tonight Show dalla satira pungente di Jimmy Fallon, che dipinge South Park come un luogo popolato da zotici ignoranti, causando l'indignazione generale dei cittadini. Per contrastare questa cattiva pubblicità, la comunità prova a far sbarcare a South Park la catena di negozi Whole Foods iniziando a gentrificare la parte povera della città, ovvero la casa di Kenny, costruendoci attorno locali e residence di lusso e rinominando la zona "SoDoSoPa" (South of Downtown South Park). Il ragazzino ottiene un lavoro al City Wok, dove il proprietario ha deciso di ricorrere al lavoro minorile per ridurre le spese e contrastare la crisi d'affari del suo ristorante, caduto in declino dopo l'apertura del nuovo quartiere alla moda. Visto che la misura non basta, Kenny e il titolare del locale studiano un piano per fermare l'ascesa di SoDoSoPa.

## Critici da strapazzo
- Titolo originale: You're Not Yelping

### Trama
Molti abitanti di South Park (tra i quali Cartman, Gerald Broflovski e il Sergente Yates) approfittano del loro status di recensori di Yelp per ottenere privilegi dai ristoratori della città. Però questi ultimi alla fine si stufano e decidono di non far più entrare i critici on-line nei loro locali. Inizia così una sorta di rappresaglia da parte dei recensori di Yelp, che iniziano a distruggere i ristoranti di South Park e salgono alla ribalta delle cronache televisive, nelle quali vengono riprese le loro azioni che ricordano i video di addestramento dell'Isis. Kyle, con l'aiuto di David (un nuovo compagno di classe vittima di Cartman poiché figlio di proprietari di un ristorante), decide di far cessare ogni ostilità tra Yelpers e ristoranti: siccome ogni "critico" è convinto di essere il migliore, la città conferisce ad ognuno di loro una medaglia da sfoggiare quando vanno in un ristorante, così i proprietari li riconosceranno e forniranno loro un servizio "speciale", cioè adulteranno i loro piatti con muco, sperma e altre produzioni corporali. Gli Yelper non si accorgono di nulla e quindi tutti sono felici.
- Note: l'episodio è stato trasmesso durante le repliche anche col titolo No Yelper!.

## Spazio sicuro
- Titolo originale: Safe Space

### Trama
Cartman chiede aiuto al Preside P.C. perché si sente umiliato dai commenti negativi alle sue foto a petto nudo postate su Twitter e Yelp. Il dirigente scolastico obbliga quindi Butters a fare da censore, eliminando dai profili social del compagno di scuola tutti gli insulti e stilando un report degli apprezzamenti positivi, creandogli così uno "spazio sicuro" virtuale. Svolge così bene il suo lavoro che il Preside PC lo costringe a fare lo stesso anche per molte altre persone, compresi alcuni vip, come Steven Seagal, Demi Lovato e Vin Diesel; il ragazzo rimane sveglio fino a tarda notte e soffre di mancanza di sonno per filtrare i commenti negativi sugli account di tutti i social media, con gravi rischi per la sua salute psichica. Nel frattempo Randy Marsh tenta in tutti i modi di non pagare, insieme al costo della spesa del Whole Foods, anche dei dollari extra per la beneficenza, subendo però le vessazioni psicologiche del cassiere.
Cartman, Randy, il Preside P.C. e i vip cantano una canzone sul loro spazio sicuro, in cui viene introdotto "Realtà" (Reality), l'incarnazione fisica delle dure verità che coloro che si chiudono negli spazi sicuri desiderano ignorare. La Realtà ha una personalità crudele: vuole abbattere gli spazi sicuri delle persone ed esporle alla negatività del mondo che cercano di ignorare. Randy fan uno spot per sostenere un'America spudorata (con l'hashtag #ShamelessAmerica) in cui i cittadini non sono criticati per nessuna delle loro azioni. Per spingere la cassiera del Whole Foods Market a smettere di chiedergli donazioni, Randy gli dice che sta organizzando una cena di beneficenza per la raccolta di fondi per la sua America spudorata.
Nel frattempo, Butters, privato del sonno, inizia ad avere un'allucinazione su Realtà che appare nella sua stanza e lo minaccia. Ciò traumatizza a tal punto Butters da presentarsi a scuola nudo e gettarsi dalla finestra, nonostante i tentativi di Kyle e degli altri ragazzi di farlo desistere. La cena di beneficenza, organizzata da Randy e presentata dalla modella Gigi Hadid, viene sconvolta da Realtà, che dice con rabbia agli ospiti che stanno tutti vivendo negando la verità e li informa di cosa è successo a Butters a causa della loro decisione relegare tutta la negatività diretta verso di loro all'innocente bambino, che si trova ricoverato in ospedale.
Randy e gli altri si rendono conto che è sbagliato far fare ad un bambino il lavoro sporco di cancellare i commenti negativi e creare un artificioso spazio sicuro, e così fanno una nuova pubblicità per aiutare a raccogliere fondi per iPad per i poveri bambini affamati, in modo che possano filtrare i commenti negativi dagli account dei social media dei fundraiser e proteggerli dai troll, liberando così Butters da questa incombenza. La città condanna poi all'impiccagione pubblica Realtà, con Butters - che indossa ancora un sostegno ortopedico per il collo - che agisce come suo boia nell'esecuzione, permettendo alla città di continuare a vivere in uno stato delirante e vergognoso.
Realtà viene rappresentato come il cattivo stereotipato per eccellenza: è un uomo bianco alto, magro, con un largo mento, capelli neri e un paio di baffi neri finemente curati, e indossa un abito nero, un cappello a cilindro, un mantello nero e una maschera nera per gli occhi. Questo stereotipo era comune nei film muti all'inizio del Novecento, ed era popolare per via della sua immediatezza.
La canzone che si sente in sottofondo negli spot realizzati da Randy è Amazing Grace, mentre la canzone che fa da sottofondo al ridicolo "ballo" di Steven Seagal è Got to Be Real di Cheryl Lynn.

## Tweek e Craig
- Titolo originale: Tweek x Craig

### Trama
Le ragazze asiatiche della scuola elementare di South Park disegnano immagini in stile yaoi su un'ipotetica relazione omosessuale tra Tweek e Craig. I disegni portano a credere che i due siano realmente gay, ma mentre quasi tutti gli abitanti della città (eccetto Thomas, il padre di Craig) apprezzano questa love story, gli involontari protagonisti cercano di ribellarsi, senza successo. Intanto Randy Marsh spiega a Thomas Tucker che il fatto di essere gay o meno è deciso dagli asiatici (idea che gli è stata inculcata da suo figlio Stan); in seguito, chiamando il presidente cinese Xi Jinping, quest'ultimo gli fa notare che lo yaoi è un fenomeno legato solo ai giapponesi.
Nel frattempo, nella sua stanza, Cartman sta cercando di dare un senso alla situazione quando si presenta "Mio Cupidone", la sua immaginaria impersonificazione di Cupido (già apparsa in Cartman scopre l'amore), al quale Eric chiede di aiutare la presunta relazione tra Tweek e Craig. Cartman immagina così Mio Cupidone che spara a Craig con una freccia d'amore mentre questi dorme, e poi gli fa la pipì in bocca, con grande divertimento di Cartman. Inoltre, Mio Cupidone prova persino a flirtare con lo stesso Cartman, che però lo rifiuta sdegnato in quanto sostiene di non essere omosessuale. Il giorno dopo, Cartman si avvicina a Stan e Kyle, dicendo loro che Tweek e Craig stanno "facendo sesso": i due ragazzi, esasperati dalla situazione, stanno in realtà facendo a pugni, ma la loro rissa viene scambiata per un "litigio fra amanti" e, invece di un'azione disciplinare, il Preside P.C. manda a casa i due con dei soldi.
 Cartman riceve a casa dei fiori con allegato un biglietto da una persona anonima, che si scopre essere Mio Cupidone; Cartman e Mio Cupidone parlano seriamente di questa relazione in un locale gay, il Ruffian's, i cui avventori sono sorpresi nel vedere il bambino obeso parlare da solo. Cartman rifiuta ancora Mio Cupidone, sostenendo di non essere omosessuale.
Non riuscendo a convincere la gente del fatto che la loro relazione sia solo un'invenzione delle ragazze asiatiche della scuola, Craig e Tweek stabiliscono un piano per essere lasciati in pace: fare dapprima coming out e contestualmente "rompere" la loro storia. Il giorno dopo inscenano così a scuola il finto litigio che avrebbe posto fine alla loro "storia", ma sfortunatamente Tweek si lascia trascinare troppo e inventa un certo "Michael" e dice a Craig che usa solo le persone e le calpesta, andandosene in lacrime. Gli studenti sono disgustati da Craig per aver "tradito" Tweek.
Tweek visita poi Craig, cercando di rimediare, e gli dice che gli ha fatto credere in se stesso più di quanto chiunque altro abbia fatto prima e che ora tutti sono tristi. Craig rifiuta tuttavia le scuse e sottolinea che Tweek si è spinto troppo oltre nella finta rottura, che l'ha fatto passare per un traditore e che ora non avrà mai una ragazza; quindi dice a Tweek che dovrà "fare il gay" con qualcun altro. All'interno della casa, intanto, suo padre Thomas sta parlando con la moglie Laura di come si sente per l'intera situazione, dicendo che ai suoi tempi, l'omosessualità non era accettata.
Mio Cupidone si presenta e spara a Thomas una freccia d'amore, facendo poi pipì anche nella sua bocca. Thomas si apre e dice a Craig che non può combattere la sua omosessualità, affermando che lo appoggia. Poi, gli dà 100 dollari. A Shi Tpa Town, Craig raggiunge Tweek e, senza dire nulla, allunga la mano. Tweek la prende e i due camminano per la strada insieme, mano nella mano. Tutti li vedono e sono elettrizzati all'idea. La puntata si conclude con Cartman che, mentre sta espletando funzioni fisiologiche in bagno, ha un rapporto sessuale anale immaginario con Mio Cupidone.

## I terribili ninja
- Titolo originale: Naughty Ninjas

### Trama
L'Agente Barbrady viene chiamato insieme al resto della Polizia ad effettuare un blitz alla scuola elementare di South Park, ma spara per sbaglio ad un ragazzino e viene licenziato. Siccome ad essere ferita è stata una vittima facente parte di una minoranza il resto dei poliziotti, dal sergente Yates in giù, vengono osteggiati dai cittadini e quindi si rifiutano di intervenire in casi dove siano coinvolti appartenenti a gruppi etnici diversi, dedicandosi invece alla hula. Nel frattempo i ragazzi, ispirati da Token e Kenny, si travestono da ninja per gioco e utilizzano gli edifici in rovina di SoDoSoPa (accanto alla casa di Kenny) come base. I giovani, a causa del loro abbigliamento vengono scambiati per guerriglieri dell'Isis, facendo scappare anche i barboni della zona, che si trasferiscono davanti al Whole Foods.
Esasperati, i cittadini di South Park chiedono alla Polizia di riprendere a far rispettare la legge ma dato che questi ultimi si rifiutano chiedono aiuto a Barbrady, a cui chiedono di uccidere i "bambini traditori" che nel frattempo sono stati contattati anche dalla vera Isis. L'agente quindi si dirige dai ragazzi cercando una soluzione pacifica, ma proprio in quel momento arriva Randy, che aveva intuito che i bambini stavano solo giocando ai ninja e che spinge a terra l'agente a cui parte per sbaglio un colpo che ferisce David (di etnia ispanica), per cui l'agente viene di nuovo licenziato, nonostante non fosse colpa sua. La faccenda del Whole Foods viene risolta concedendo al resto dei poliziotti di compiere qualsiasi atto di brutalità purché solo ai danni di barboni e senza tetto.
- Guest star: Bill Hader (Tom)

## Contenuto sponsorizzato
- Titolo originale: Sponsored Content

### Trama
Jimmy viene spedito nell'ufficio del preside per aver permesso, in quanto responsabile del giornale della scuola, che in un articolo venisse usata la parola "ritardato". Preside P.C. prova a imporgli la sua supervisione per i numeri successivi, ma il ragazzo rifiuta, lo accusa di essere a disagio con i portatori di handicap, e inizia a distribuire personalmente le copie casa per casa. Nel tentativo di rassicurare Jimmy sulla bontà delle sue intenzioni, il preside invita lui e altri studenti con disabilità fisiche e mentali ad una festa all'interno della confraternita, ma il risultato è un articolo che dipinge l'atteggiamento progressista di Preside P.C. e dei suoi amici nei confronti delle minoranze come una mossa per "rimorchiare" più facilmente le ragazze.
Il giornale scolastico riscuote molto successo tra gli abitanti di South Park, stufi delle notizie on-line che sono sempre più inframezzate da pubblicità e spam, e la notorietà vale a Jimmy la proposta di un rappresentante del colosso delle assicurazioni GEICO di inserire tra gli articoli (dietro lauto compenso) alcuni pezzi che parlino dei benefici delle polizze. Lo studente rifiuta di inserire contenuti sponsorizzati, e nel frattempo irrompe l'agente Barbrady che lo porta da un gruppo di ex giornalisti che lo informa di un grosso complotto in atto. Le stesse notizie arrivano, tramite la ex Preside Victoria, anche al signor Garrison durante un dibattito della campagna elettorale per le elezioni presidenziali.
- Guest star: Bill Hader (Tom)

## Verità e pubblicità
- Titolo originale: Truth and Advertising

### Trama
La Preside Victoria, il signor Garrison e Caitlyn Jenner tornano a South Park per controllare come si sta evolvendo la minaccia della pubblicità. Prendono in ostaggio Randy Marsh (che ritengono ancora appartenente alla banda di Preside P.C.), ma questi collabora spontaneamente, visto che gli avvenimenti delle ultime settimane, dalla venuta del gruppo dei politicamente corretti all'apertura del Whole Foods, hanno stravolto la cittadina, rendendola - a suo giudizio - un posto troppo elitario e costoso per la gente comune. Intanto Jimmy cerca di scoprire qual è lo scopo della misteriosa Leslie, la ragazza più volte ripresa dal Preside P.C. e che è tenuta prigioniera da un gruppo di giornalisti a caccia della verità nell'affare dell'invasione delle pubblicità ingannevoli. La giovane però convince Jimmy a fidarsi di lei, e scappano insieme. Alla scuola elementare i ragazzi, insospettiti dalle assenze prolungate e ingiustificate del preside, di Jimmy e di Leslie, vogliono scoprire cosa c'è dietro, ma ogni volta che provano a cercare notizie su internet finiscono con l'essere distratti dalle pubblicità pop-up, e credono che la colpa sia dello strano atteggiamento di Kyle.
- Guest star: Bill Hader (Tom)

## Preside PC Giustizia Finale
- Titolo originale: PC Principal Final Justice

### Trama
Kyle, traviato da Leslie, crede che Jimmy sia stato ucciso dal Preside P.C. e vuole convincere i suoi amici ad armarsi e lottare contro il dirigente scolastico, ritenuto la causa della diffusione delle pubblicità a South Park. Inoltre sostiene che il padre di Stan abbia fornito aiuto alla banda "politically correct". Nel frattempo, mentre in città tutti si armano per sentirsi più sicuri, il Preside Victoria, il signor Garrison e Caitlyn Jenner si nascondono a casa Marsh, ma Stan li scopre e viene così a conoscenza delle teorie sul nuovo preside. Jimmy, che è tenuto prigioniero, riesce a liberarsi e - sapendo che anche il Preside P.C. è vittima della stessa cospirazione - cerca di evitare che quest'ultimo finisca in una trappola che dovrà scattare alla convention sulle armi, dove si ritroveranno insieme tutti i cittadini di South Park.